# 圣厄拉利代梅
圣厄拉利代梅（法語：Sainte-Eulalie-d'Eymet，法語發音：[sɛ̃t ølali dɛjmɛ]，意为“埃梅的圣厄拉利”）是法国多尔多涅省的一个旧市镇，属于贝尔热拉克区。

## 地理
圣厄拉利代梅（44°42'4"N, 0°21'57"E）面积6.72 平方千米，位于法国新阿基坦大区多爾多涅省，该省份为法国西南部内陆省份，是法國本土面积第三大的省，大致对应佩里戈尔地区，北起顺时针与夏朗德省、上维埃纳省、科雷兹省、洛特省、洛特-加龙省、吉倫特省和滨海夏朗德省接壤。
与圣厄拉利代梅接壤的市镇（或旧市镇、城区）包括：。
圣厄拉利代梅的时区为UTC+01:00、UTC+02:00（夏令时）。

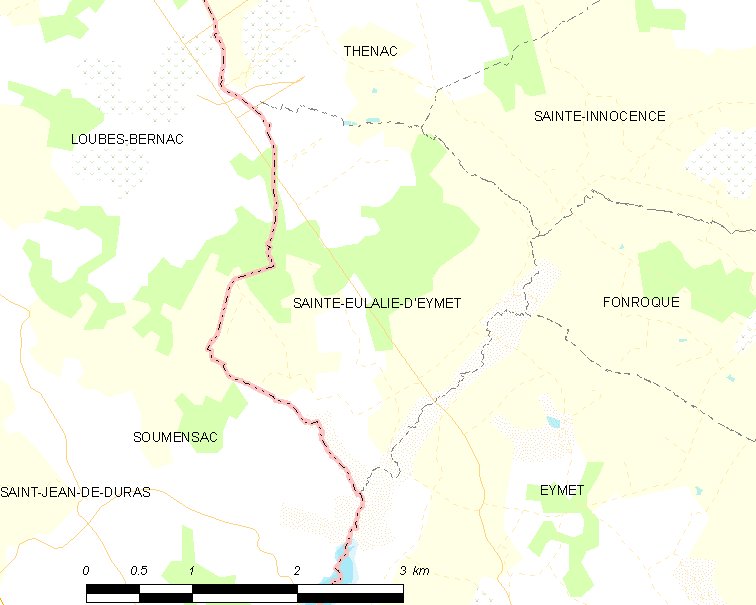
圣厄拉利代梅的OSM定位图

## 行政
圣厄拉利代梅的邮政编码为24500，INSEE市镇编码为24402。

## 政治
圣厄拉利代梅所属的省级选区为南贝尔热拉库瓦县。

## 人口

1962-2008年间圣厄拉利代梅人口变化图示

圣厄拉利代梅于2018年1月1日时的人口数量为84人。